# Неборак, Александр Андреевич
Александр Андреевич Неборак (22 февраля 1895 года — в ночь на 5 мая 1942 года) — советский военачальник, комбриг (1935).

## Биография
До службы в армии до 1911 года проживал на Украине, затем переехал в посёлок Верх.- Незамайский на Алтае.
В Русской императорской армии с февраля 1915 года. Зачислен рядовым в 18-й Сибирский запасной полк в Томске, в котором в августе того же года окончил учебную команду и произведён в младшие унтер-офицеры. С маршевой ротой убыл на фронт. Воевал на Первой мировой войне в составе 42-го Сибирского стрелкового полка на Западном фронте, затем в 611-м Кунгурском пехотном полку на Юго-Западном фронте. После Октябрьской революции 1917 года в чине старшего унтер-офицера был демобилизован и вернулся в Сибирь. Член РСДРП(б) с 1917 года. 
Есть и иные сведения о биографии А. А. Неборака в дореволюционный период: в армию он был призван ещё осенью 1913 года, служил в Томске, в 1916 году окончил 1-е Киевское военное училище, произведён в офицеры и направлен преподавателем в 3-ю Киевскую школу прапорщиков. В 1917 году произведён в подпоручики «за знание службы и энергичное отношение к делу». Весной 1917 года после расформирования школы прапорщиков направлен в действующую армию в 611-й Кунгурский пехотный полк. С мая по октябрь 1917 года воевал на Юго-Западном фронте, за отличия в июне 1917 произведён в чин поручика. Был два раза ранен, в том числе в бою под Козловым 20 июня 1917 г. В ноябре партийная организация полка приняла его в РКП(б). В феврале 1918 года Неборак демобилизован и вернулся на Алтай.
Участвовал в Гражданской войне в России, с 1918 года воевал в красных партизанских отрядах на Алтае. Командир полка «Красные орлы» Народной Повстанческой Армии Алтая после гибели Ф. Е. Колядо. Затем был командиром 1-й Сибирской партизанской дивизии, некоторое время исполнял должность командующего войсками группы Барнаульского направления. После прихода Красной Армии в Сибирь в ноябре 1919 года с 1-й Сибирской партизанской дивизией вступил в её ряды. 
В начале 1920 года — командир сводного отряда, принимал участие в ликвидации остатков колчаковских частей на Алтае, затем проходил службу помощником командира и командиром 34-го запасного стрелкового полка 5-й армии в г. Колывань. С августа 1920 года исполнял должности командира и комиссара 25-го стрелкового полка, затем 86-й стрелковой бригады 29-й стрелковой дивизии в городе Канск. В 1921 году — командир отряда, «Северной группы» и бригады ЧОН, с которым участвовал в подавлении Западно-Сибирского крестьянского восстания в Сургутском уезде в 1921 году (воевал в районах Нарым, Сургут, Обдорск, Берёзовск).
С декабря 1921 года — начальник штаба войск ВЧК Сибири в г. Новониколаевск. С мае 1922 года — начальник 5-й Томской военно-инженерной школы комсостава РККА. С января 1923 — командир—комиссар 76-го стрелкового полка 26-й стрелковой дивизии Сибирского военного округа. В августа 1923 по август 1924 года воевал на Туркестанском фронте помощником командира и командиром 10-го стрелкового Туркестанского полка 4-й стрелковой дивизии, сражался против басмачества в Бухаре. Затем направлен на учёбу. 
В августе 1925 года окончил курсы «Выстрел», после чего назначен командиром батальона Харьковской школы червонных старшин. С октября 1926 по октябрь 1927 года служил помощником командира по хозяйственной части 137-го стрелкового полка 46-й стрелковой дивизии Украинского ВО, затем уехал учиться в академию. В 1930 году окончил Военную академию РККА им. М. В. Фрунзе. С мая 1930 года командовал 25-м Черкасским стрелковым полком 9-й Донской стрелковой дивизии, с мая 1931 – 38-м Северо-Донецким стрелковым полком 13-й Дагестанской стрелковой дивизии. В марте 1932 года переведён на Дальний Восток, где стал начальником штаба 2-й колхозной стрелковой дивизии ОКДВА (станция Уссури). В марте 1934 года назначен командиром 1-й колхозной стрелковой дивизии Особого колхозного корпуса ОКДВА.
С 30 апреля 1934 по февраль 1937 командовал 59-й стрелковой дивизией ОКДВА  (ст. Ипполитовка Дальневосточного края). С августа 1937 года — старший преподаватель Военной академии РККА имени М. В. Фрунзе. 26 ноября 1935 года ему было присвоено воинское звание комбриг.
В ходе репрессий в РККА 8 марта был уволен из РККА, арестован 12 марта 1938 года, а затем исключён из партии. Обвинялся по статьям 58-1«б», 58-7, 58-11 УК РСФСР. В судебном заседании военного трибунала 1-й Отдельной Краснознамённой армии 1 декабря 1939 года был оправдан и освобождён из-под стражи, а дело в отношении него было прекращено. 10 января 1940 был восстановлен в ВКП(б). После этого восстановлен в РККА и в том же январе назначен преподавателем в Военной академии РККА имени М. В. Фрунзе, в апреле 1940 года переведён преподавателем кафедры тактики высших соединений Академии Генерального штаба РККА. 

## Великая Отечественная война
В ходе Великой Отечественной войны командовал 9-й дивизией народного ополчения Москвы (со 2 по 18 июля 1941). Приказом наркома обороны СССР № 01756 от 18.7.1941 г. комбриг А. А. Неборак был снят с должности как «не справившийся с организацией дивизии и за плохую работу», после чего состоял в распоряжении Главного управления по комначсоставу РККА. 8 ноября 1941 года направлен в распоряжение Военного совета Южного фронта. В декабре 1941 назначен командиром 253-й стрелковой дивизии в составе 6-й армии этого фронта; принимал в этой должности непосредственное участие в Барвенково-Лозовской наступательной операции.

Вот как описывает те события И. Х. Баграмян:

Батюня доложил, что на правом фланге армии 253-я дивизия комбрига А. А. Неборака встретила бешеное сопротивление опорных пунктов противника, оборудованных в населенных пунктах Борщевое и Морозовка. Правофланговый полк дивизии сейчас отражает контратаку вражеской пехоты, которую с воздуха поддерживает семь-восемь пикирующих бомбардировщиков. … Командир 253-й, перегруппировав силы и получив из армейского резерва 13-ю танковую бригаду, на следующий день повторил атаку. Но и она не принесла успеха. Дивизия понесла большие потери, но все-таки не овладела ни Вербовкой, ни Балаклеей. Командарм вынужден был разрешить комбригу А. А. Небораку перейти к обороне, хотя это и ослабило правый фланг ударной группировки.

В апреле 1942 у Неборака произошёл конфликт с военкомом дивизии, в результате которого 30 апреля он был отстранён от должности, а 4 мая парткомиссия при политотделе 6-й армии исключила его из ВКП(б) по обвинению в «клевете на Красную Армию». В ночь с 4 на 5 мая комбриг А. А. Неборак застрелился на улице перед хатой, в которой он проживал.

## Награды
- Юбилейная медаль «XX лет Рабоче-Крестьянской Красной Армии» — 1938
- Именное оружие — револьвер системы Маузера — 1928 (за отличия на фронтах Гражданской войны и в честь 10-летия РККА)
- Именное оружие — пистолет системы Коровина — 1930 (за отличную боевую подготовку полка)